# کوه دسپشن
کوه دسپشن (به انگلیسی: Mount Deception) یک کوه و قله در ایالات متحده آمریکا است که در واشینگتن واقع شده‌است. کوه دسپشن ۲٬۳۷۳٫۸۱ متر بالاتر از سطح دریا واقع شده‌است.